# Лёгкая атлетика на летних Олимпийских играх 1900 — бег на 110 метров с барьерами
Соревнования по бегу на 110 метров с барьерами среди мужчин на летних Олимпийских играх 1900 прошли 14 июля. Приняли участие девять спортсменов из трёх стран.

## Призёры
| Золото              | Серебро         | Бронза              |
| Элвин Крэнцлайн США | Джон Маклин США | Фредерик Молони США |

## Рекорды
| Мировой рекорд     | Официального рекорда не было до 25 июля 1908 года | —      |               |                |  |
| Олимпийский рекорд | Томас Кёртис (USA)                                | 17,6 с | Афины, Греция | 10 апреля 1896 |  |

## Соревнование

### Предварительные забеги
| Место | Спортсмен             | Результат  |
| ----- | --------------------- | ---------- |
| 1     | Элвин Крэнцлайн (USA) | 15,6 с OR  |
| 2     | Фредерик Молони (USA) | Неизвестен |
| 3     | Джон Маклин (USA)     | Неизвестен |
| —     | Эжен Шосель (FRA)     | DNF        |

| Место | Спортсмен                | Результат  |
| ----- | ------------------------ | ---------- |
| 1     | Норман Причард (IND)     | 16,6 с     |
| 2     | Уильям Реммингтон (USA)  | Неизвестен |
| 3     | Уильям Льюис (USA)       | Неизвестен |
| —     | Адольф Клигенхёфер (FRA) | DNF        |

| Место | Спортсмен        | Результат     |
| ----- | ---------------- | ------------- |
| 1     | Жан Люсьер (FRA) | Лёгкая победа |

### Дополнительные забеги
| Место | Спортсмен             | Результат  |
| ----- | --------------------- | ---------- |
| 1     | Фредерик Молони (USA) | 17,0 с     |
| 2     | Уильям Льюис (USA)    | Неизвестен |
| 3     | Эжен Шосель (FRA)     | Неизвестен |

| Место | Спортсмен               | Результат  |
| ----- | ----------------------- | ---------- |
| 1     | Джон Маклин (USA)       | 17,0 с     |
| 2     | Уильям Реммингтон (USA) | Неизвестен |

### Финал
| Место | Спортсмен             | Результат  |
| ----- | --------------------- | ---------- |
| 1     | Элвин Крэнцлайн (USA) | 15,4 с OR  |
| 2     | Джон Маклин (USA)     | Неизвестен |
| 3     | Фредерик Молони (USA) | Неизвестен |
| 4     | Жан Люсьер (FRA)      | Неизвестен |
| —     | Норман Причард (IND)  | DNF        |